# Beaumont-sur-Vingeanne
Cet article concerne la commune de Côte-d'Or. Pour les articles homonymes, voir Beaumont.
Beaumont-sur-Vingeanne est une commune française située dans le département de la Côte-d'Or, en région Bourgogne-Franche-Comté.

## Géographie

### Climat
Pour des articles plus généraux, voir Climat de la Bourgogne-Franche-Comté et Climat de la Côte-d'Or.
En 2010, le climat de la commune est de type climat des marges montargnardes, selon une étude du Centre national de la recherche scientifique s'appuyant sur une série de données couvrant la période 1971-2000. En 2020, Météo-France publie une typologie des climats de la France métropolitaine dans laquelle la commune est exposée à un climat océanique altéré et est dans une zone de transition entre les régions climatiques « Lorraine, plateau de Langres, Morvan » et « Bourgogne, vallée de la Saône ». 
Pour la période 1971-2000, la température annuelle moyenne est de 10,6 °C, avec une amplitude thermique annuelle de 17,7 °C. Le cumul annuel moyen de précipitations est de 874 mm, avec 11,8 jours de précipitations en janvier et 8,2 jours en juillet. Pour la période 1991-2020, la température moyenne annuelle observée sur la station météorologique de Météo-France la plus proche, « Poyans », sur la commune de Poyans à 8 km à vol d'oiseau, est de 11,1 °C et le cumul annuel moyen de précipitations est de 911,8 mm,. Pour l'avenir, les paramètres climatiques de la commune estimés pour 2050 selon différents scénarios d'émission de gaz à effet de serre sont consultables sur un site dédié publié par Météo-France en novembre 2022.

## Urbanisme

### Typologie
Au 1er janvier 2024, Beaumont-sur-Vingeanne est catégorisée commune rurale à habitat dispersé, selon la nouvelle grille communale de densité à 7 niveaux définie par l'Insee en 2022.
Elle est située hors unité urbaine. Par ailleurs la commune fait partie de l'aire d'attraction de Dijon, dont elle est une commune de la couronne,. Cette aire, qui regroupe 333 communes, est catégorisée dans les aires de 200 000 à moins de 700 000 habitants,.

### Occupation des sols
L'occupation des sols de la commune, telle qu'elle ressort de la base de données européenne d’occupation biophysique des sols Corine Land Cover (CLC), est marquée par l'importance des territoires agricoles (79,7 % en 2018), une proportion identique à celle de 1990 (79,7 %). La répartition détaillée en 2018 est la suivante : terres arables (68,4 %), forêts (18 %), prairies (11,3 %), zones urbanisées (2,3 %). L'évolution de l’occupation des sols de la commune et de ses infrastructures peut être observée sur les différentes représentations cartographiques du territoire : la carte de Cassini (XVIIIe siècle), la carte d'état-major (1820-1866) et les cartes ou photos aériennes de l'IGN pour la période actuelle (1950 à aujourd'hui).

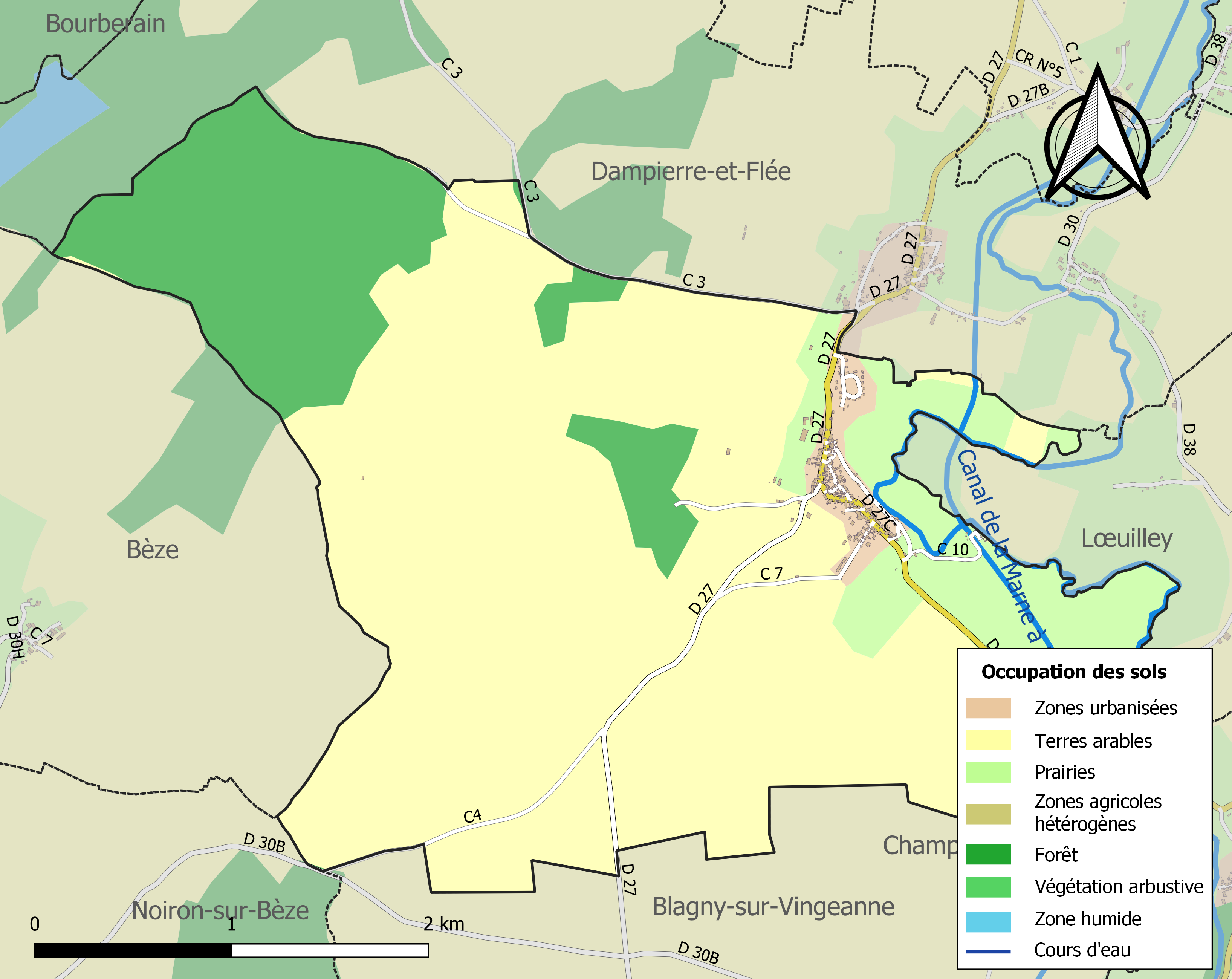
Carte des infrastructures et de l'occupation des sols de la commune en 2018 (CLC).

## Histoire
En 1033, le duc de Bourgogne, Robert Ier, essaye de s'approprier les richesses de l'abbaye de Bèze-Fontaine avec l'accord tacite du nouvel évêque de Langres, Hugues de Breteuil. L'abbé de Bèze, Olger, qui s'oppose à cette spoliation est emprisonné. Le duc essaye alors de faire transférer à Dijon en cachette les trésors de l'abbaye, avec la complicité de quelques moines. Ce stratagème est démasqué et les villageois de Bèze font appel à leur seigneur de tutelle, le comte Hugues IV de Beaumont-sur-Vingeanne pour venir s'opposer aux hommes du duc. La garnison du château de Beaumont, aidée par de centaines de serfs et vilains des villages voisins, empêche le transfert et libère l'abbé Olger.

## Politique et administration

### Liste des maires
| Période                                  | Période  | Identité      | Étiquette | Qualité |
| ---------------------------------------- | -------- | ------------- | --------- | ------- |
| mars 2001                                | en cours | Pascal Gardey |           |         |
| Les données manquantes sont à compléter. |          |               |           |         |

## Démographie
L'évolution du nombre d'habitants est connue à travers les recensements de la population effectués dans la commune depuis 1793. Pour les communes de moins de 10 000 habitants, une enquête de recensement portant sur toute la population est réalisée tous les cinq ans, les populations de référence des années intermédiaires étant quant à elles estimées par interpolation ou extrapolation. Pour la commune, le premier recensement exhaustif entrant dans le cadre du nouveau dispositif a été réalisé en 2006.

En 2022, la commune comptait 198 habitants, en stagnation par rapport à 2016 (Côte-d'Or : +0,82 %, France hors Mayotte : +2,11 %).
| 1793 | 1800 | 1806 | 1821 | 1831 | 1836 | 1841 | 1846 | 1851 |
| ---- | ---- | ---- | ---- | ---- | ---- | ---- | ---- | ---- |
| 430  | 440  | 434  | 408  | 400  | 429  | 464  | 470  | 423  |

| 1856 | 1861 | 1866 | 1872 | 1876 | 1881 | 1886 | 1891 | 1896 |
| ---- | ---- | ---- | ---- | ---- | ---- | ---- | ---- | ---- |
| 415  | 392  | 370  | 379  | 357  | 528  | 423  | 347  | 277  |

| 1901 | 1906 | 1911 | 1921 | 1926 | 1931 | 1936 | 1946 | 1954 |
| ---- | ---- | ---- | ---- | ---- | ---- | ---- | ---- | ---- |
| 233  | 255  | 279  | 244  | 252  | 227  | 236  | 228  | 216  |

| 1962 | 1968 | 1975 | 1982 | 1990 | 1999 | 2006 | 2011 | 2016 |
| ---- | ---- | ---- | ---- | ---- | ---- | ---- | ---- | ---- |
| 167  | 161  | 161  | 188  | 193  | 163  | 171  | 191  | 198  |

| 2021 | 2022 | - | - | - | - | - | - | - |
| ---- | ---- | - | - | - | - | - | - | - |
| 199  | 198  | - | - | - | - | - | - | - |

## Culture locale et patrimoine

### Lieux et monuments
- Le château de Beaumont-sur-Vingeanne[16]. Le château a été construit en 1724 par l'abbé Claude Jolyot. Cette date de construction est préférable à la date de 1706 qui était communément admise, à cause du style du château, et surtout, parce qu'ayant hérité de la terre où il a été construit en 1723 on a retrouvé gravé sur une clé d'arc des communs la date de 1724.
Claude Jolyot était né le 18 mars 1670 et mort dans son château le 16 mai 1762.
 Il était le fils de François Jolyot qualifié tour à tour de « marchand », de « praticien », de « notaire et laboureur », qui était surtout le gérant des biens de la famille de Saulx-Tavannes à laquelle le comté de Beaumont appartenait. Il devint « juge en la comté de Beaumont ». Par son mariage avec Blaise Janvier, fille d'un riche bourgeois, il s'était allié avec les familles notables de la région. Sa fille Prudence s'était mariée avec François Clesquin, riche propriétaire, pourvu d'un office dans le comté.
Claude Jolyot fils des études et devint docteur en théologie. En 1697, il est ordonné prêtre. Il fut prieur de Til-Châtel, chapelain du roi, abbé commendataire de l'abbaye de Bournet dans le diocèse d'Angoulême, en 1724. Il est probable que la proximité de sa famille avec les Saulx-Tavannes qui étaient des familiers du roi a dû lui permettre l'accès aux bénéfices en commende. À la mort de son père en 1723, il hérita avec sa sœur Prudence, de la moitié de ses biens.

Le château fait l'objet d'un classement au titre des monuments historiques depuis le 16 avril 1948.

### Héraldique
| Blason de Beaumont-sur-Vingeanne | Blason  | D'argent à trois tours de sinople maçonnées et crénelées de gueules. |
| Blason de Beaumont-sur-Vingeanne | Détails | Le statut officiel du blason reste à déterminer.                     |